# لاسلو كوفاتش (كاتب)
لاسلو كوفاتش (بالمجرية: Kovács László)‏ هو كاتب ونحال مجري، ولد في 15 ديسمبر 1950.